# Konjeniški kip Marka Avrelija
Konjeniški kip Marka Avrelija ali konjeniški spomenik Marka Avrelija (italijansko statua equestre di Marco Aurelio, latinsko Equus Marci Aurelii) je antični rimski konjeniški kip na Kapitolskem griču v Rimu v Italiji. Narejen je iz brona in je visok 4,24 m. Čeprav cesar jaha, ima veliko podobnosti s stoječimi kipi Avgusta. Izvirnik je na ogled v Kapitolskih muzejih, tisti, ki zdaj stoji na prostem, na trgu Kapitolskem trgu (Piazza del Campidoglio), je replika, narejena leta 1981, ko je bil original odvzet v restavriranje.

## Opis
Splošna tema je moč in božanska veličina - cesar je v naravni velikosti in izteguje roko v gesti adlocutio, ki so jo cesarji uporabljali pri nagovarjanju svojih čet. Nekateri zgodovinarji trdijo, da je bil osvojeni sovražnik prvotno del skulpture (na podlagi poročil iz srednjega veka, vključno z Mirabilia Urbis Romae, ki kažejo na majhno figuro vezanega barbarskega poglavarja, ki je bil nekoč položen pod sprednjo desno konjsko nogo). Takšna podoba naj bi cesarja prikazala kot zmagovalca in vse zmagujočega. Vendar se zdi, da je Mark Avrelij brez orožja ali oklepa prinesel mir in ne vojaški junak, saj je tako videl sebe in svojo vladavino.
Jaha brez uporabe stremen, ki jih na zahodu še niso uvedli. Medtem ko je bil konj natančno preučen, da bi ga lahko poustvarili za dela drugih umetnikov, so sedlo preslikali z mislijo, da je del standardne rimske uniforme. Sedežna tkanina je pravzaprav sarmatskega izvora, kar kaže na to, da je konj sarmatski konj in da je kip ustvarjen v čast zmage nad Sarmati Marka Avrelija, po katerem je prevzel Sarmaticus v svoje ime.

## Zgodovina
Kip je bil postavljen okoli leta 175. Razpravlja se o njegovi prvotni lokaciji: predlagana sta bila Rimski forum in Piazza Colonna (kjer stoji steber Marka Avrelija). Vendar je bilo ugotovljeno, da je bilo mesto, kjer je prvotno stal, v zgodnjem srednjem veku spremenjeno v vinograd.
Čeprav je bilo veliko konjeniških cesarskih kipov, so le redko preživeli, ker je bila običajna praksa, da se bronasti kipi stopijo za ponovno uporabo kot material za kovance ali nove skulpture v poznem cesarstvu. Dejansko je to eden od le dveh ohranjenih bronastih kipov predkrščanskega rimskega cesarja; Regisole, uničen po francoski revoluciji, je bil morda drugi. Konjeniški kip Marka Avrelija v Rimu je ohranjen na Campidogliju zaradi ljudske napačne identifikacije Marka Avrelija, filozofa-cesarja, s Konstantinom Velikim, krščanskim cesarjem; pravzaprav je bilo od konca cesarske rimske dobe raztopljenih več kot 20 drugih bronastih konjeniških kipov različnih cesarjev in generalov. Ugotovljeno je bilo, da njegova napačna identifikacija izhaja iz predhodnega obstoja Konstantinovega konjeniškega kipa, ki je stal ob slavoloku Septimija Severa in ki je bil najverjetneje posnet po ukazu cesarja Konstansa II. med njegovim obiskom v Rimu leta 663 .Ko so ga odstranili, so ljudje sčasoma pomotoma identificirali kip Marka Avrelija kot Konstantinovega.
V srednjem veku je bil eden redkih kipov, ki je ostal na očeh javnosti. V 8. stoletju je stal na Campus Lateranensis, vzhodno od Lateranske palače v Rimu, na podstavku, ki ga je kasneje priskrbel papež Sikst IV. Njegova postavitev ob Lateranski palači je bila posledica dejstva, da je na tem mestu nekoč bila hiša dedka Marka Avrelija, Marka Annija Vera, kjer je potekalo cesarjevo rojstvo in zgodnje izobraževanje. Od tod je bil leta 1538 premeščen po ukazu papeža Pavla III., naj ga odstranijo iz glavnega prometa trga. Med Michelangelovo prenovo griča so ga preselili na Kapitolski trg (Piazza del Campidoglio) na Kapitolskem griču. Čeprav se ni strinjal z osrednjim položajem, je zanj oblikoval poseben podstavek. Izvirnik je na ogled v Palazzo dei Conservatori Musei Capitolini, replika pa ga je zamenjala na trgu.
V noči na 29. november 1849, ob nastanku revolucionarne rimske republike, je množična povorka v roke Marka Avrelija postavila rdeče-belo-zeleno trobojnico (danes zastava Italije, nato novo in zelo "prevratno" zastavo). 
Leta 1979 je bombni napad v bližnjem Palazzo Senatorio poškodoval marmorno bazo kipa.

## Kulturni pomen
Kip je predstavljen na hrbtni strani aureusa Marka Avrelija, ki je bil kovan leta 174 n. št. Kip je upodobljen na hrbtni strani sodobnega italijanskega kovanca za 0,50 €, ki ga je zasnoval Roberto Mauri.
Kip je bil prej prevlečen z zlatom. Stari lokalni mit pravi, da bo kip na sodni dan spet postal zlato.

### Vpliv
Konjeniški kip je vplival na številna kasnejša kiparska dela.
Domnevno je konjeniški kip britanskega kralja Jurija III., ki je stal v Bowling Greenu v New Yorku do leta 1776, ko so ga podrli in svinec spremenili v muškete za vojsko Georgea Washingtona, temeljil na konjeniškem kipu Marka Avrelija. Richard Westmacott je modeliral poznejše kipe kralja Jurija III. kot konjeniški kip.
Kipar Jacques Saly je svoj konjeniški kip Friderika V. v Københavnu na Danskem izdelal po vzoru Marka Avrelija.
Spomenik knezu Józefu Poniatowskemu v Varšavi, ki ga je postavil Bertel Thorvaldsen iz leta 1829, je temeljil na tem kipu.
Kipar David Wynne je obiskal Rim, da bi si ogledal kip, medtem ko je izdeloval svoj konjeniški kip The Messenger.

### Replike
Leta 1981 so se začela dela na izdelavi replike kipa za zunanjo razstavo. Za referenco so bile uporabljene digitalne slikovne datoteke, laserski žarek pa je zagotavljal natančne meritve. Konzervatorji so uporabili to kopijo, da bi ulili zvesto bronasto repliko kipa, ki je trenutno razstavljen na Campidogliu.
Leta 1908 je univerza Brown postavila bronasto repliko kipa. Kip stoji na Ruth Simmons Quad, za Saylesovo spominsko dvorano.
- Trenutna replika
- Replika kipa na Campidoglio
- Replica pri Brown University